# Pycnoclavella nana
Espèce
La claveline naine (Pycnoclavella nana) est une espèce d'ascidies de la famille des Clavelinidés. Cette espèce était précédemment classée en tant que Clavelina nana.
Un de ses prédateurs principaux est la planaire Prostheceraeus roseus.

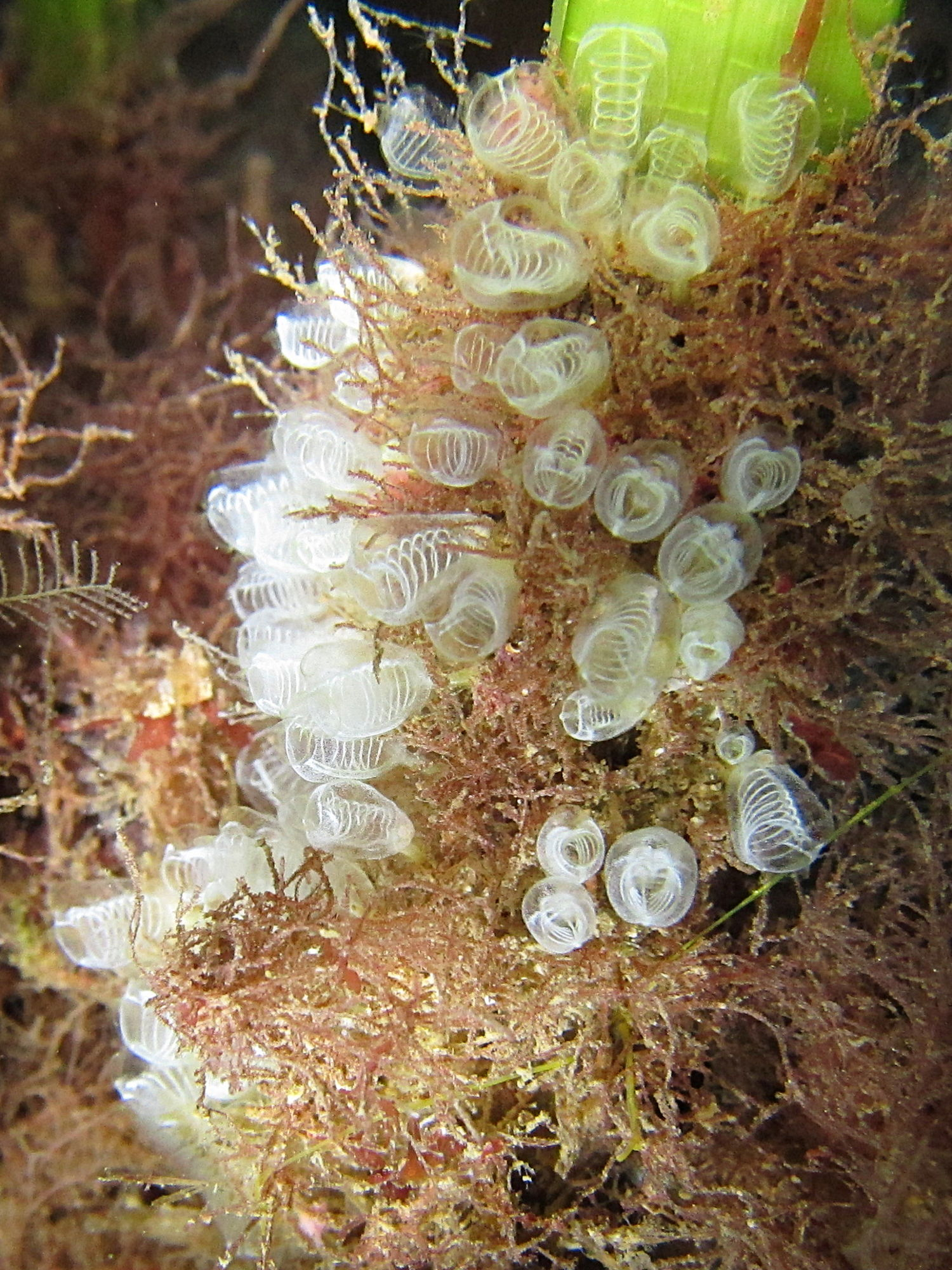
Pycnoclavella nana